# Mamary Traoré
Mamry Traoré (Parigi, 29 aprile 1980) è un ex calciatore maliano, di ruolo difensore.

## Carriera

### Club
Ha giocato nel campionato francese, portoghese e greco.

### Nazionale
Con la Nazionale maliana ha partecipato alla Coppa d'Africa nel 2004.